# Libnotes comoreana
Libnotes comoreana är en tvåvingeart som först beskrevs av Alexander 1959.  Libnotes comoreana ingår i släktet Libnotes och familjen småharkrankar.
Artens utbredningsområde är Komorerna. Inga underarter finns listade i Catalogue of Life.